# Gianpiero Armani
Gianpiero Armani (Bettola, 15 september 1932 - 5 juni 2017) was een Italiaans zakenman en sportbestuurder.

## Levensloop
Armani had een tijdlang een meerderheid van de aandelen van de oliemaatschappij Tamoil in handen. Van 1982 tot 1986 - Tijdens het bestuur van Farina - was hij aandeelhouder van AC Milaan. Later werd hij voorzitter van Novara Calcio, dat onder zijn bestuur terugkeerde naar de Serie C1. Ook was hij van 1981 tot 1993 voorzitter van de Federazione Italiana Tiro a Volo (FITAV) en van 1993 tot 2001 van de European Shooting Confederation (ESC).